# St. Gotthardt (Brandenburg an der Havel)

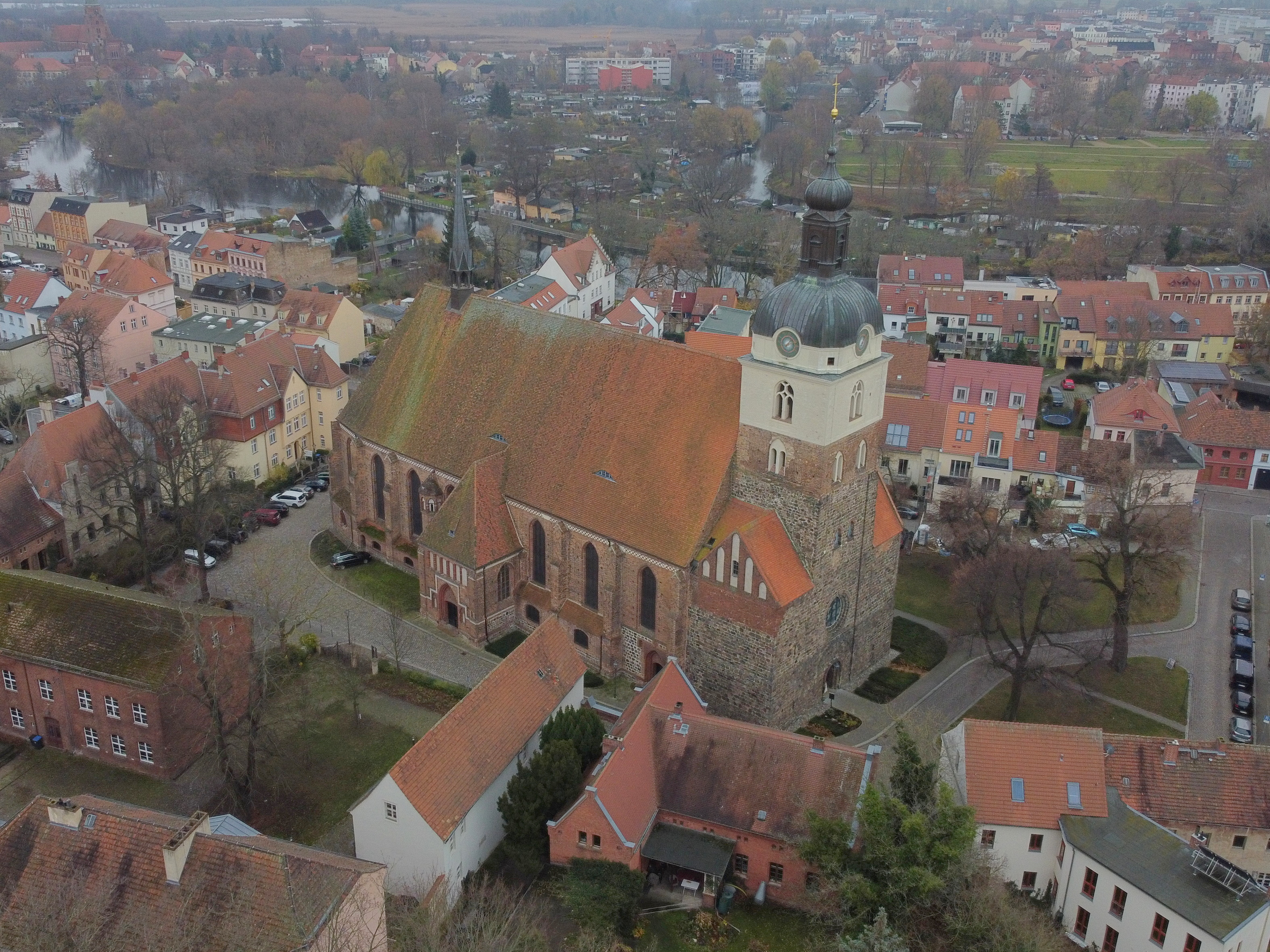
St. Gotthardt von Norden

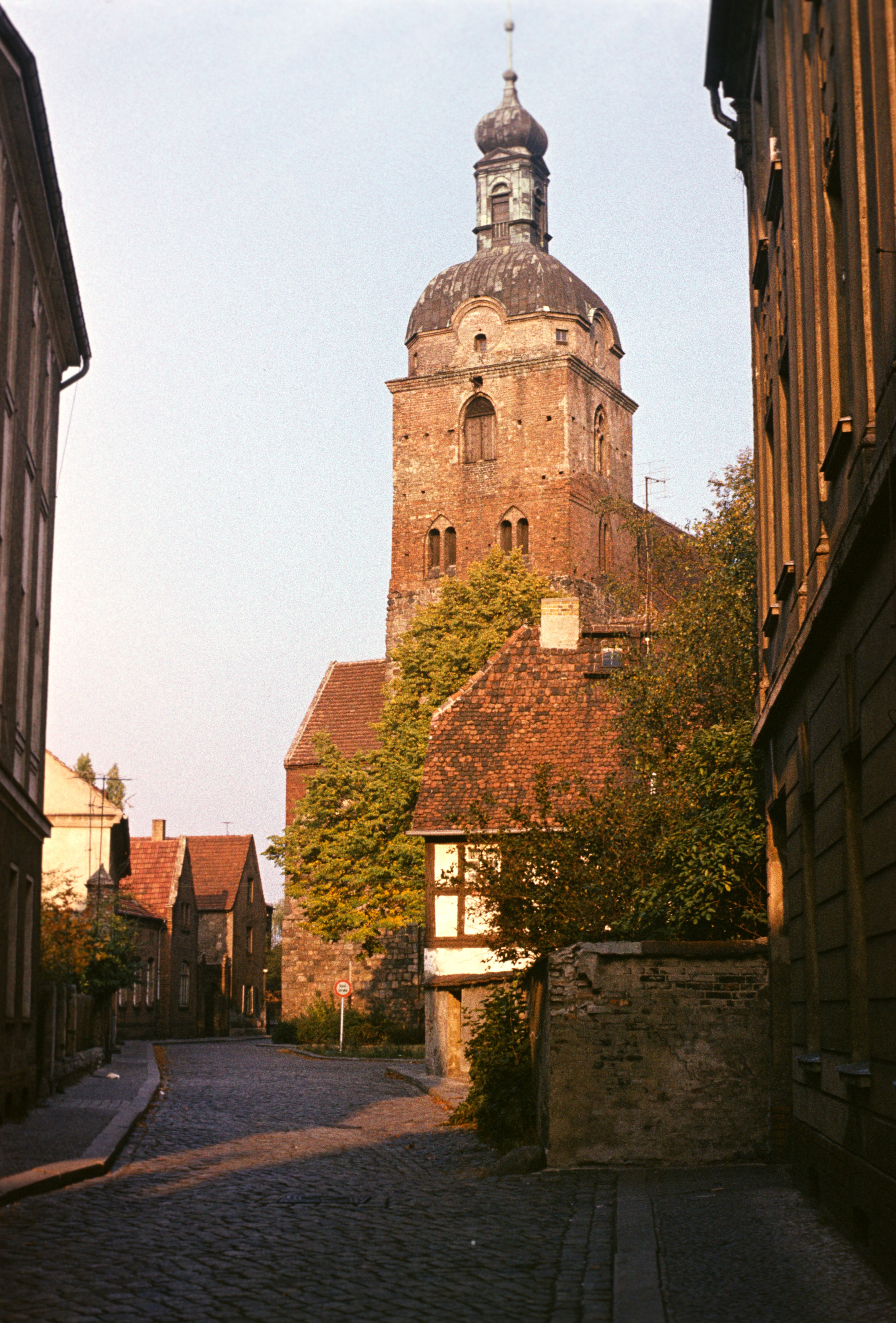
1976 Blick auf die Westfassade

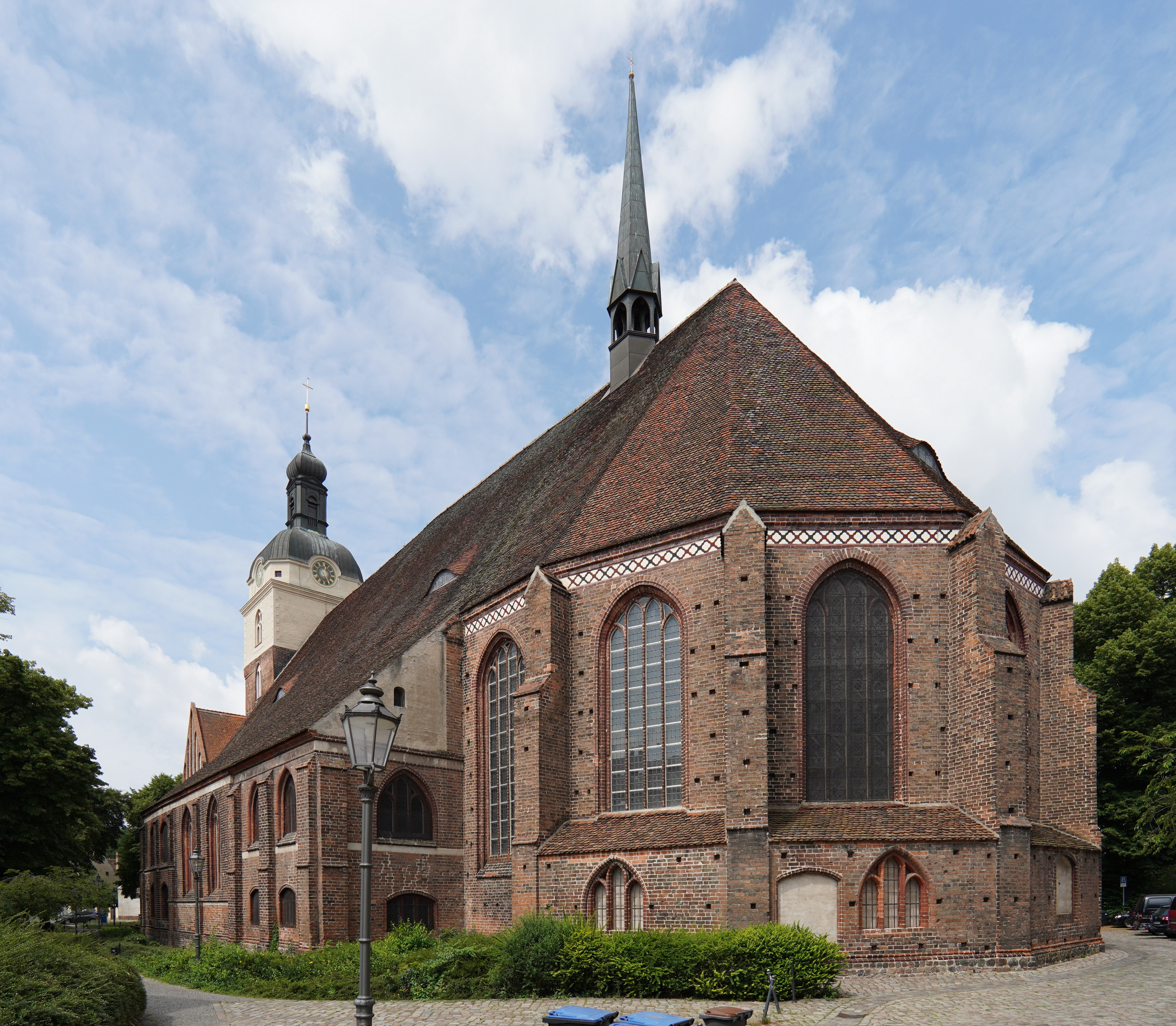
St. Gotthardtkirche von Südost

Sankt Gotthardt ist eine Kirche in der Stadt Brandenburg an der Havel. Sie ist neben Sankt Katharinen und dem Dom zu Brandenburg eine der drei Hauptkirchen der Stadt.

## Geschichte
Die Kirche ist auf den Namen des heiligen Bischofs Godehard von Hildesheim geweiht.
Sie wurde vor 1147 im damaligen Parduin wahrscheinlich vom slawischen Hevellerfürsten Pribislaw/Heinrich gegründet. Spätestens 1147 wurde dort ein Prämonstratenserstift mit Klerikern aus dem Stift St. Marien in Leitzkau errichtet.
1161 wurde dieses zum Domkapitel Brandenburg erhoben. 1165 zog das Prämonstratenserstift auf die Dominsel um.
Seitdem war die Kirche St. Gotthardt Pfarrkirche der Altstadt Brandenburg. Die Pfarrer waren weiter Prämonstratenser aus dem Domkapitel.
1540 wurde auch die St.-Gotthardt-Kirche nach der Reformation evangelisch. In den Räumen der Gemeinde wurde seit dieser Zeit die Bibliothek des aufgelösten Franziskanerklosters aufbewahrt bis 1923.

## Baugeschichte
Vom ersten Kirchenbau vor 1147 sind keine Spuren mehr erhalten.
Der heutige Westturm aus regelmäßigen Granitquadern wurde in der zweiten Hälfte des 12. Jahrhunderts errichtet (genauerer Zeitpunkt ist nicht zu ermitteln) und war ursprünglich als Doppelturmanlage geplant. Das romanische rundbogige Stufenportal stammt auch aus dieser Zeit. Ob der große Okulus ebenfalls in dieser Zeit eingebaut wurde oder später entstand, ist nicht eindeutig zu klären.
Der Turm der St. Gotthardt-Kirche gehört mit Teilen der Petrikirche und der Nikolaikirche zu den ältesten erhaltenen Bauwerken der Stadt.
Ab 1456 wurde das Kirchenschiff, das bis dahin wahrscheinlich ebenfalls aus Granitquadern bestanden hatte, zur dreischiffigen gotischen Hallenkirche umgebaut. Baumeister war Heinrich Reinstorp. Im Jahr 1472 wurde die Taufkapelle errichtet. 1475 wurde die neue Kirche geweiht.
1904–1906 wurde die Kirche umfassend restauriert, wobei ein großes Spendenaufkommen zu den erforderlichen Mitteln beitrug. Das Westportal und das große Rundbogenfenster wurden freigelegt. Außer der Restaurierung kam es zu Umbauten von Kapellen und Emporen und der Ausmalung des Kircheninneren.
1776 erhielt der Turm eine barocke Laterne und Haube. Diese wurden 1945 zerstört und nach einer Zeit mit einem provisorischen Aufsatz 1964–1966 etwas einfacher wiederhergestellt.
Am 5. Mai 1972 zerstörte ein Kirchenbrand das Innere und die Orgel.  Das Kircheninnere wurde ab 1976 umfassend renoviert und 1986 der Orgelneubau eingeweiht.
In den 2000er Jahren wurde die ehemalige Taufkapelle saniert. Diese war durch jahrelang eindringendes Regenwasser schwer beschädigt worden. Die Instandsetzung wurde durch einen Spendenaufruf des in der Kapelle getauften Vicco von Bülow (Loriot) und die Deutsche Stiftung Denkmalschutz mitfinanziert.
Am 19. September 2009 fand die feierliche Übergabe der restaurierten Nordkapelle in der St.-Gotthardt-Kirche statt. Die Stadt Brandenburg an der Havel hatte zusammen mit der Gotthardtgemeinde zu einer Spendenaktion aufgerufen, um ihm dieses Geschenk zu seinem 85. Geburtstag machen zu können.

## Ausstattung

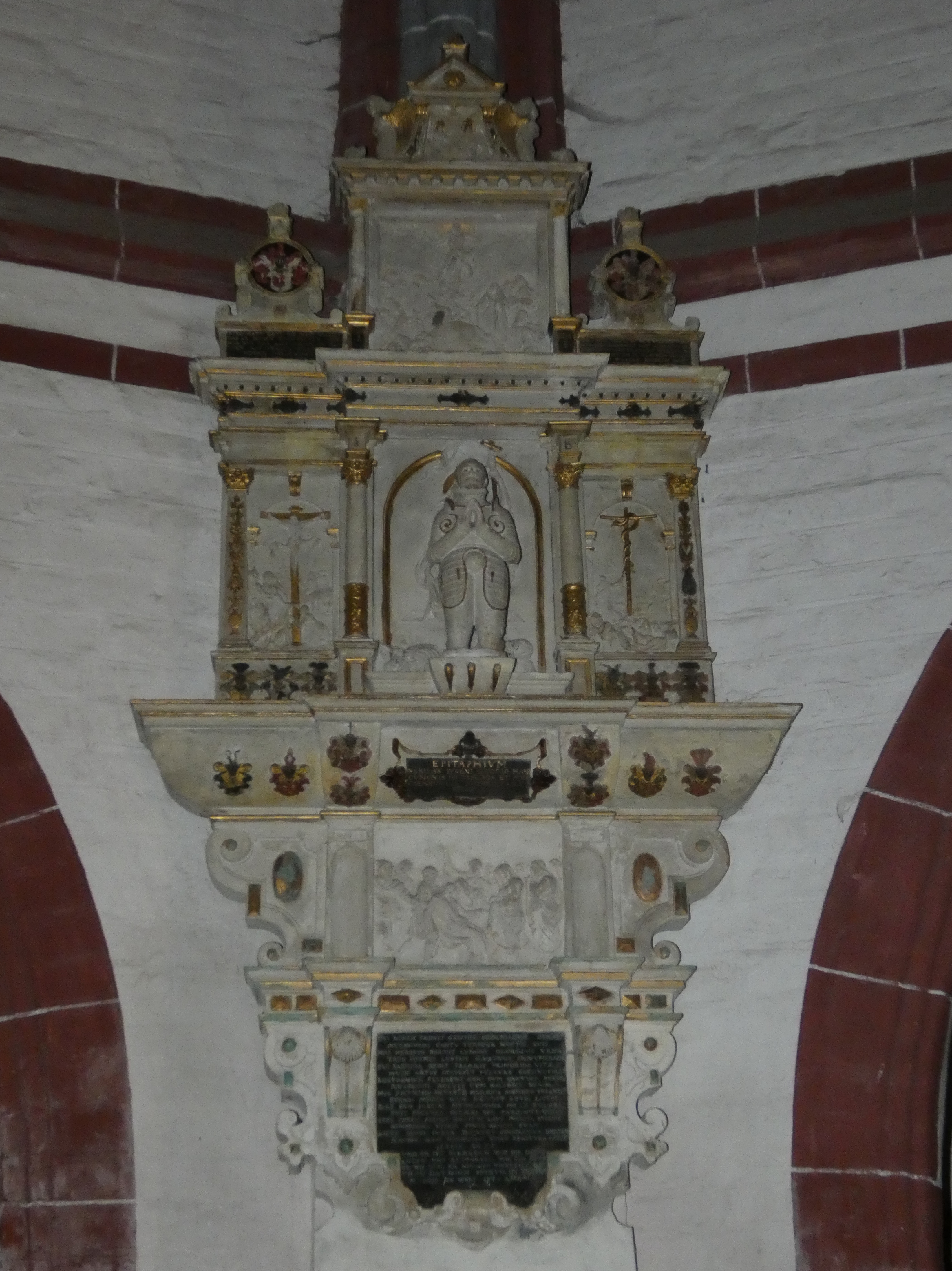
Epitaph Georg Hahns, St. Gotthardt, Brandenburg an der Havel

Zu den Schätzen der Gotthardtkirche zählen unter anderem ein bronzenes Taufbecken aus dem 13. Jahrhundert in spätromanischer Ausführung, ein wertvolles gewebtes Altartuch mit christlich–mythologischen Szenen einer Einhornjagd, das sogenannte Trebaw’sche Epitaph, das eine Stadtansicht der Altstadt von Westen her mit noch intakter Marienkirche, St. Gotthardt selbst und dem heute noch existierenden Plauer Torturm in realistischer Perspektive zeigt, sowie das Epitaph des Bürgermeisters der Altstadt Brandenburg, Simon Roter. Weitere reiche Epitaphien sind jene des altstädtischen Bürgermeisters Michael During und seiner Frau Katharina Zieriss und des jung an der Tuberkulose verstorbenen Georg Hahn (oder fälschlich Georg Cuno Hahn von Basedow). Letzteres wurde von dem Bildhauer Zacharias Bogenkrantz erstellt. Glasfenster wurden von Otto Linnemann aus Frankfurt entworfen und ausgeführt.
Seit 1947 befindet sich in der zu Ehren von Loriot restaurierten Nordkapelle der ehemalige Hauptaltar der St.-Gotthardt-Kirche, dessen Gemälde „Christus im Garten Gethsemane“ 1874 von Carl Gottfried Pfannschmidt gemalt wurde. Als Hauptaltar dient seitdem wieder der spätgotische Flügelaltar. Ebenfalls in dieser Kapelle befindet sich das Epitaph des Superintendenten Andreas Prätorius’ aus dem Jahr 1675.

### Orgel

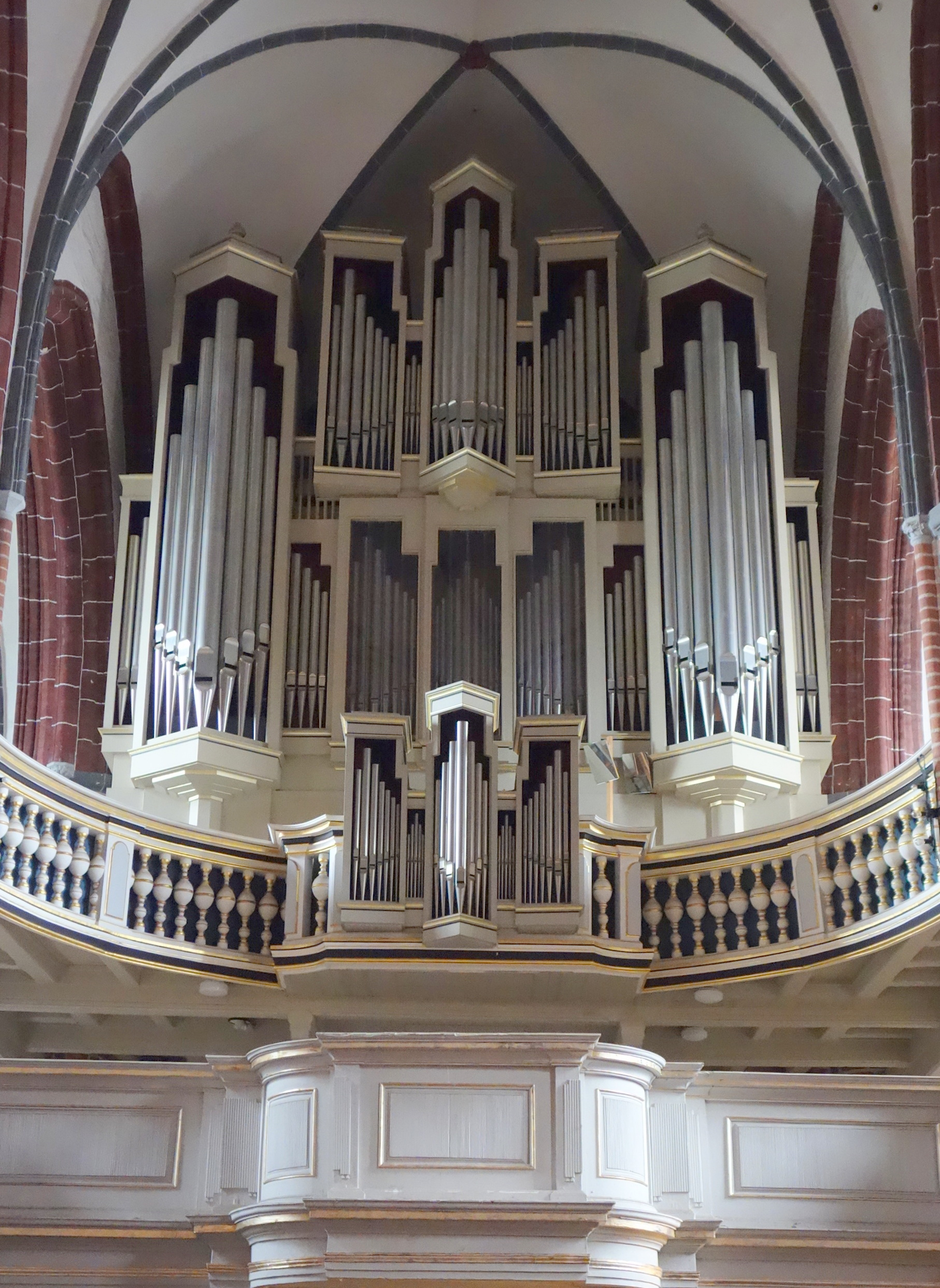
Prospekt mit Rückpositiv der Schuke-Orgel

Die Gotthardtkirche besaß eine 1553–1554/1557 von Jacob Scherer gebaute Orgel, über welche Arp Schnitger 1707 ein Gutachten abgab.
Joachim Wagner ersetzte die Scherer-Orgel 1736–1737 durch einen Neubau mit zwei Manualen und 31 Registern. Die Bälge der Orgel standen in dem kreuzgewölbten Raum über der Turmvorhalle.
Die Wagner-Orgel wiederum wurde im Zuge der Kirchenrestaurierung 1904–1906 durch einen Neubau der Firma Wilhelm Sauer ersetzt, einer Stiftung des Spielzeugfabrikantens Ernst Paul Lehmann. Dabei blieb das Wagner-Gehäuse von 1737 erhalten.
Die Bälge (einschl. des Motors) des neuen Werks wurden in den Raum oberhalb des alten Balgraums platziert, der nun als Kirchenbibliothek diente. Am 5. Mai 1972 wurde diese Orgel in ihrem wertvollen Gehäuse bei dem Kirchenbrand zerstört.
Den Auftrag zum Orgelneubau erhielt 1979 die Firma Schuke. Das neue Instrument, dessen Prospekt der Restaurator Fritz Leweke (1901–2001) gestaltete, konnte erst am 7. September 1986 eingeweiht werden. Das Schleifladen-Instrument hat 44 Register auf drei Manualwerken und Pedal. Die Spiel- und Registertraktur sind mechanisch.
| I Rückpositiv C-g3 |                 |       |
| 1.                 | Holzgedackt     | 8′    |
| 2.                 | Quintadena      | 8′    |
| 3.                 | Prinzipal       | 4′    |
| 4.                 | Rohrflöte       | 4′    |
| 5.                 | Sesquialtera II |       |
| 6.                 | Oktave          | 2′    |
| 7.                 | Spitzflöte      | 2′    |
| 8.                 | Nasat           | 2 ⁄3′ |
| 9.                 | Scharff IV      |       |
| 10.                | Vox humana      | 8′    |
|                    | Tremulant       |       |

| II Hauptwerk C–g3 |                |       |
| 11.               | Gedackt        | 16′   |
| 12.               | Prinzipal      | 8′    |
| 13.               | Rohrflöte      | 8′    |
| 14.               | Viola da Gamba | 8′    |
| 15.               | Oktave         | 4′    |
| 16.               | Gemshorn       | 4′    |
| 17.               | Quinte         | 2 ⁄3′ |
| 18.               | Oktave         | 2′    |
| 19.               | Mixtur IV      |       |
| 20.               | Scharff V      |       |
| 21.               | Trompete       | 8′    |

| III Schwellwerk C–g3 |                 |        |
| 22.                  | Bordun          | 16′    |
| 23.                  | Geigenprinzipal | 8′     |
| 24.                  | Gedackt         | 8′     |
| 25.                  | Salizional      | 8′     |
| 26.                  | Oktave          | 4′     |
| 27.                  | Blockflöte      | 4′     |
| 28.                  | Nasat           | 2 ⁄3′  |
| 29.                  | Waldflöte       | 4′     |
| 30.                  | Terz            | 1 3⁄5′ |
| 31.                  | Sifflöte        | 1′     |
| 32.                  | Mixtur V        |        |
| 33.                  | Dulcian         | 16′    |
| 34.                  | Oboe            | 8′     |
|                      | Tremulant       |        |

| Pedalwerk C–g1 |            |     |
| 35.            | Prinzipal  | 16′ |
| 36.            | Subbaß     | 16′ |
| 37.            | Oktave     | 8′  |
| 38.            | Bassflöte  | 8′  |
| 39.            | Oktave     | 4′  |
| 40.            | Flachflöte | 2′  |
| 41.            | Mixtur V   |     |
| 42.            | Posaune    | 16′ |
| 44.            | Trompete   | 8′  |
| 44.            | Clairon    | 4′  |

Koppeln: I/II, III/II, I/P, II/P, III/P

## Kirchenumfeld
In der Nordostecke des Kirchenumfeldes befand sich der bischöfliche Hof. Auf diesem an die Stadtmauer der Altstadt grenzenden Grundstück, das nach der Reformation in den Besitz der ursprünglich vom Hildesheimer Land in die Prignitz gewanderten Familie von Saldern überging, wurde die Saldria am Gotthardtkirchplatz als neues Domizil der Altstädtischen Lateinschule eröffnet. Sie war erster Standort der Institution Saldria, mehrerer Schulen, die in Tradition zueinander stehen. Seit 2008 wird die der Kirchengemeinde gehörende ehemalige Schule von der Gemeinde in Zusammenarbeit mit der Berlin-Brandenburgischen Auslandsgesellschaft (BBAG) als Interkulturelles Zentrum „Gertrud-von-Saldern“ genutzt.
Die Vorgängerschule der Saldria war eine Lateinschule, dem Westwerk St. Gotthardts gegenüber gelegen, deren um zwei Fachwerkjoche verkürzter Bau von 1551/52 noch heute steht und von der Galerie Sonnensegel, einer Projektgruppe für Kinder- und Jugendarbeit genutzt wird. Dieses Gebäude ist das älteste erhaltene Schulgebäude der Mark Brandenburg.

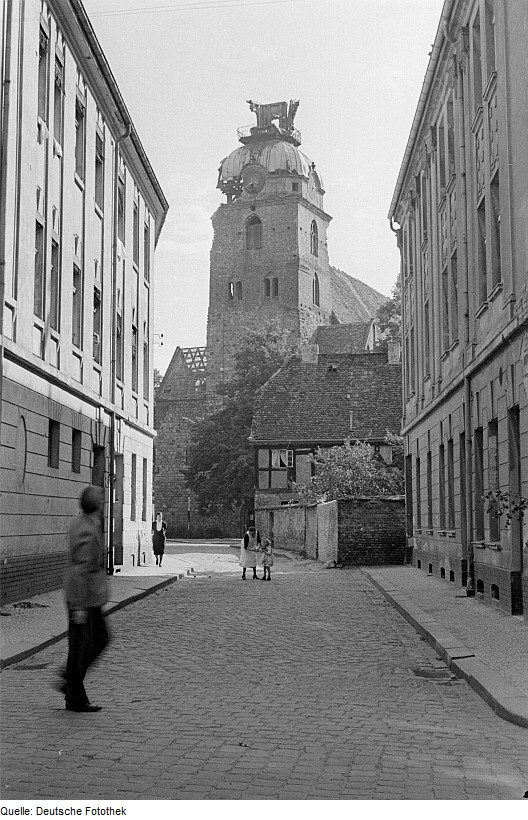
Die beschädigte Kirche im Juni 1946
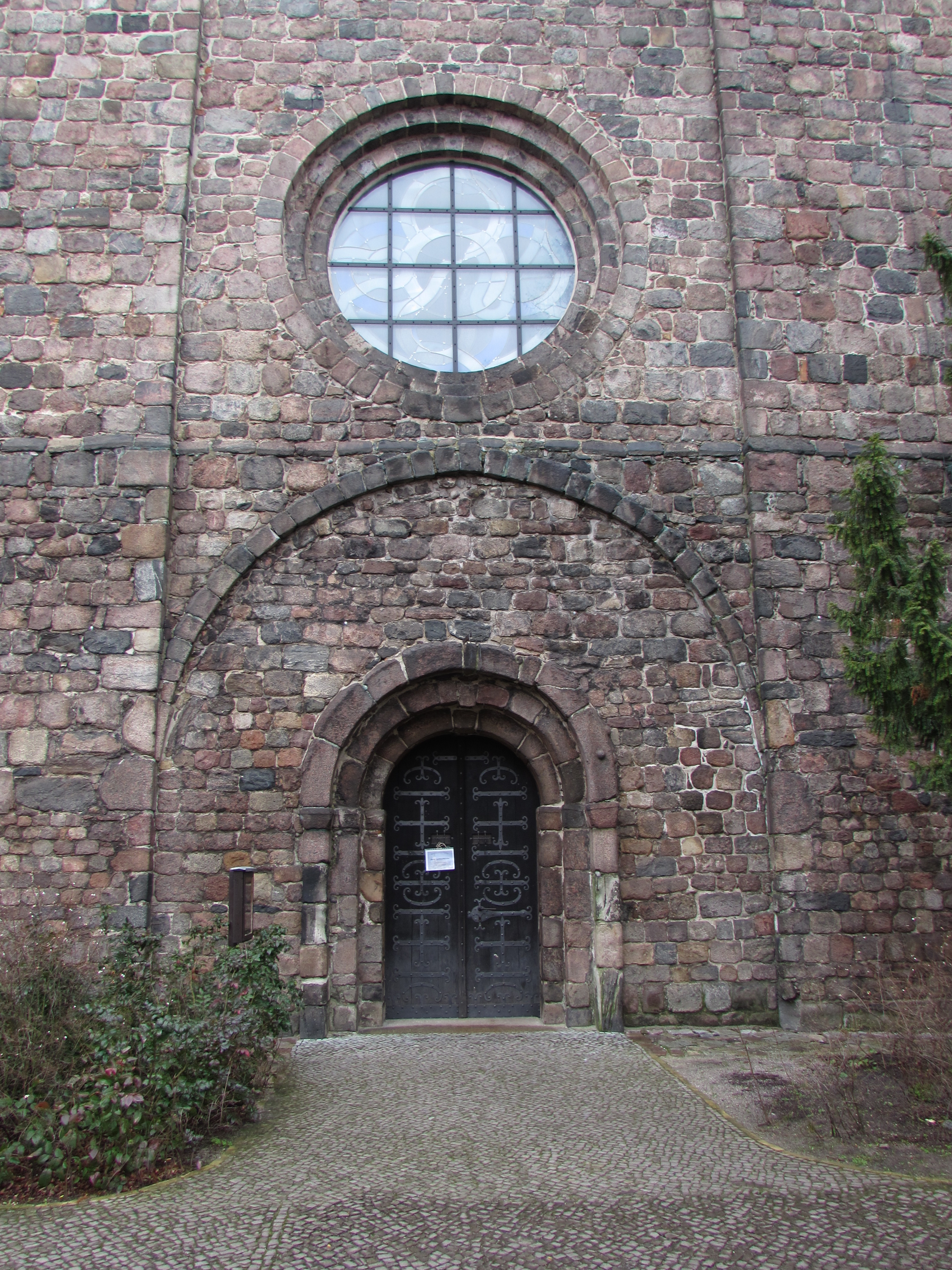
Das romanische Westportal
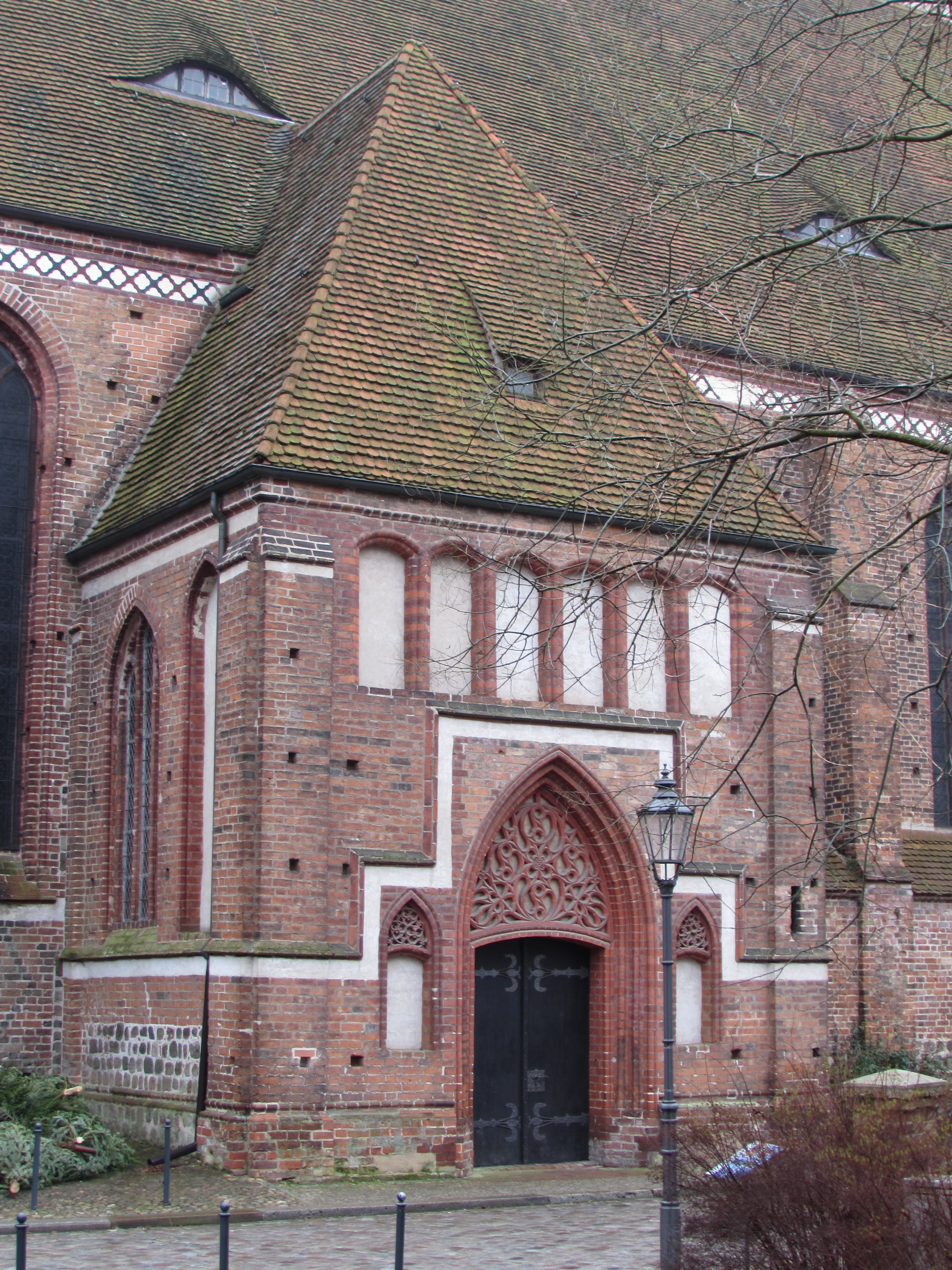
Nordportal
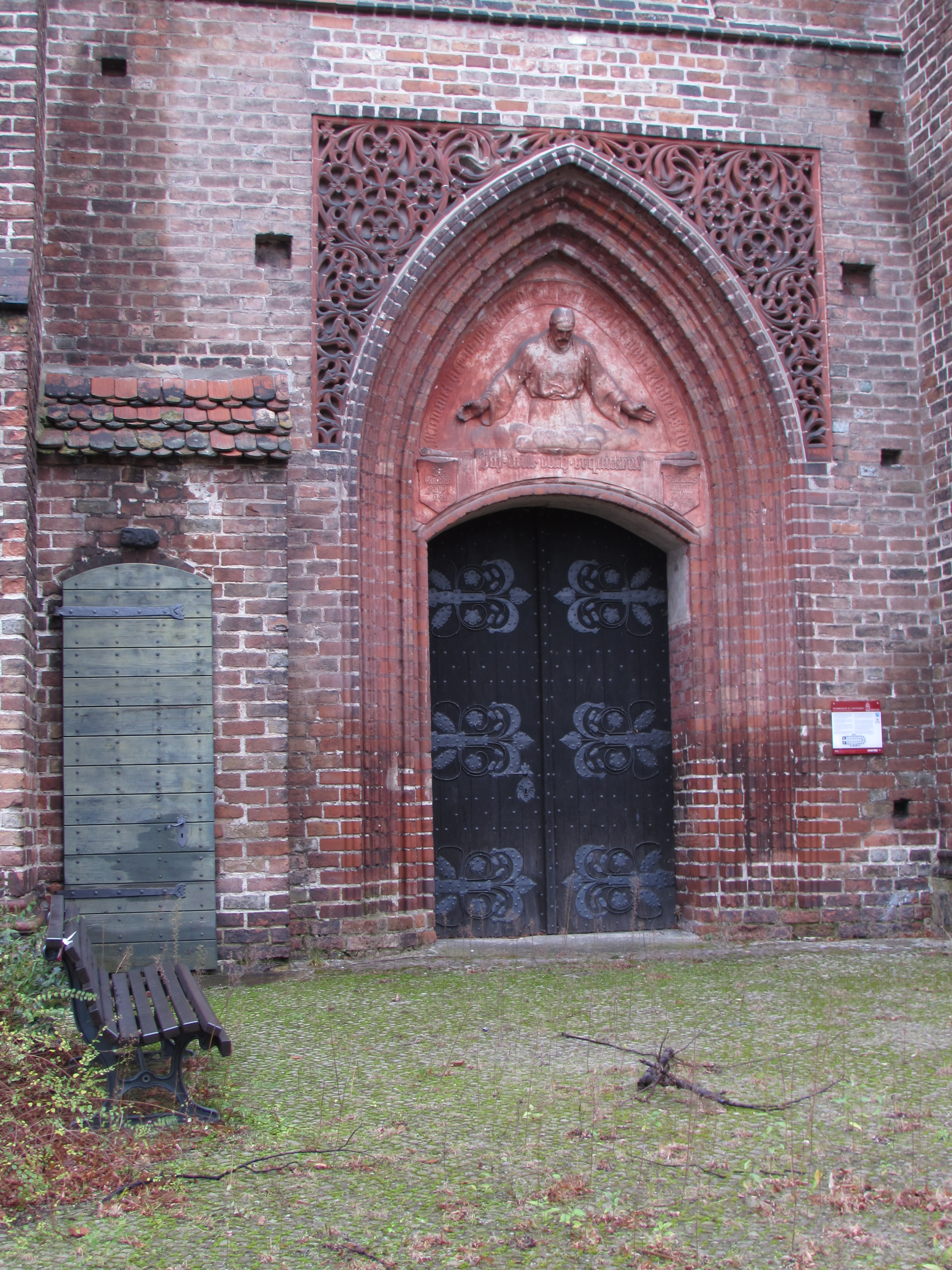
Südportal
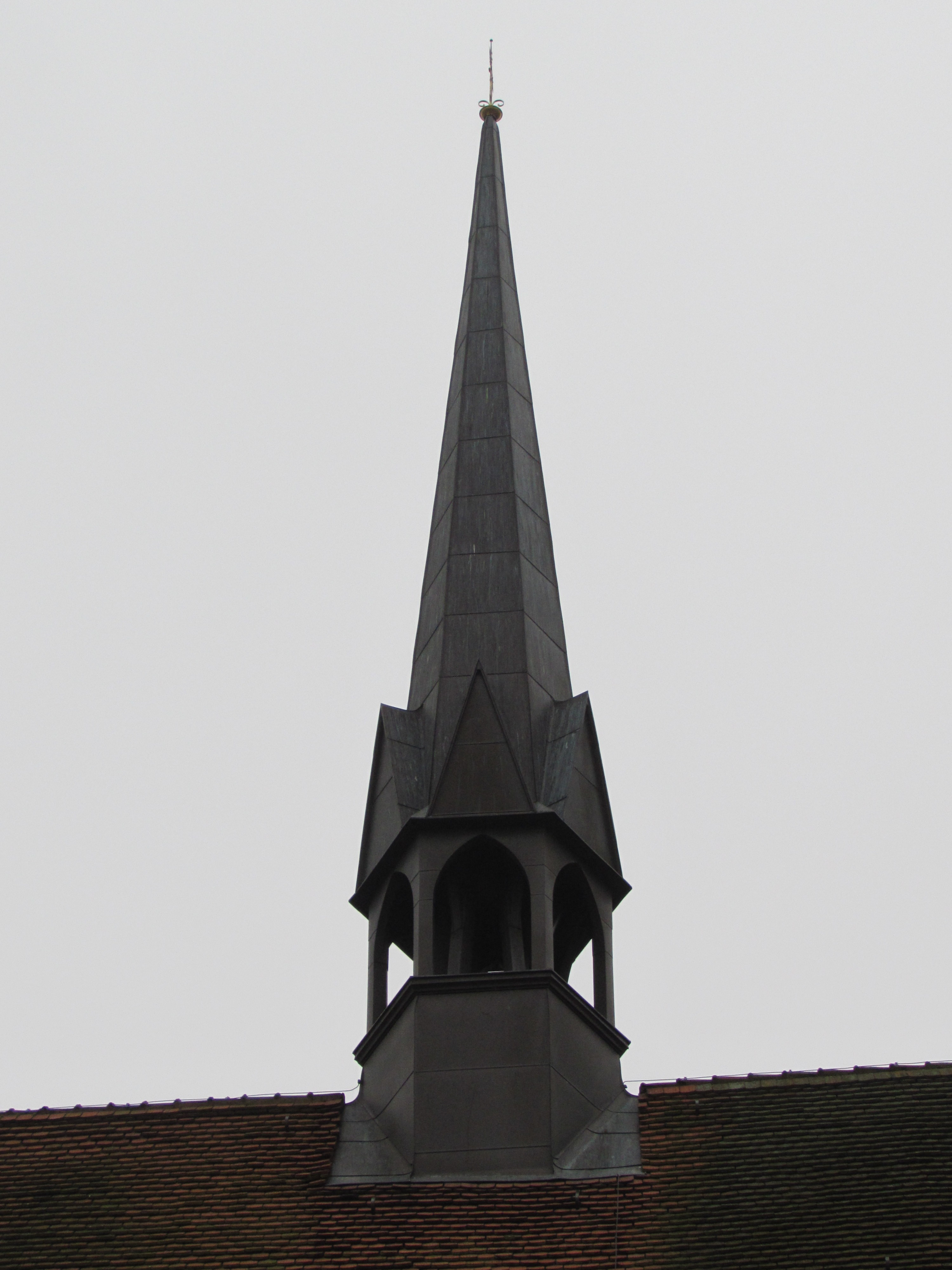
Dachreiter
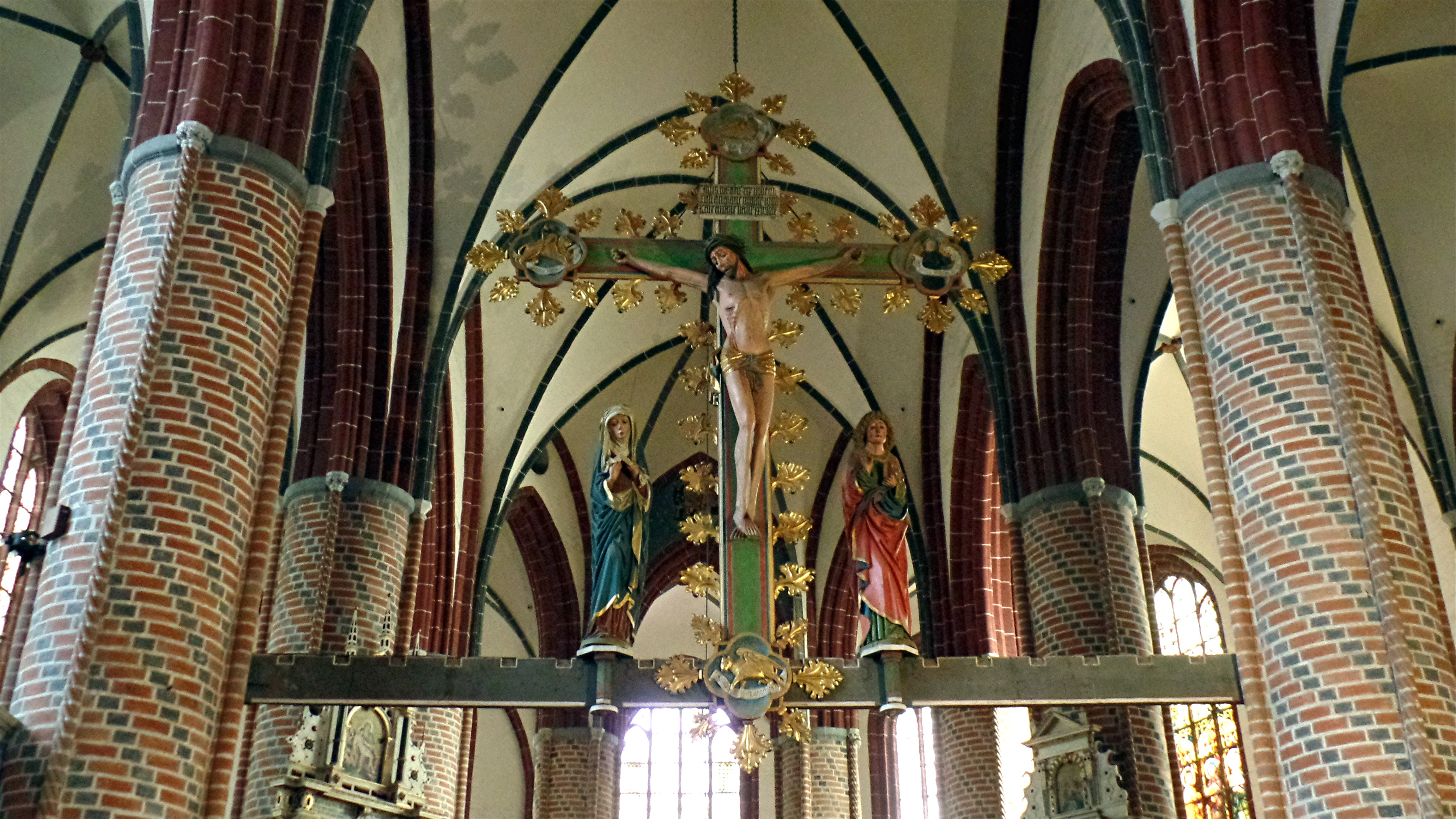
Triumphkreuzigungs-gruppe
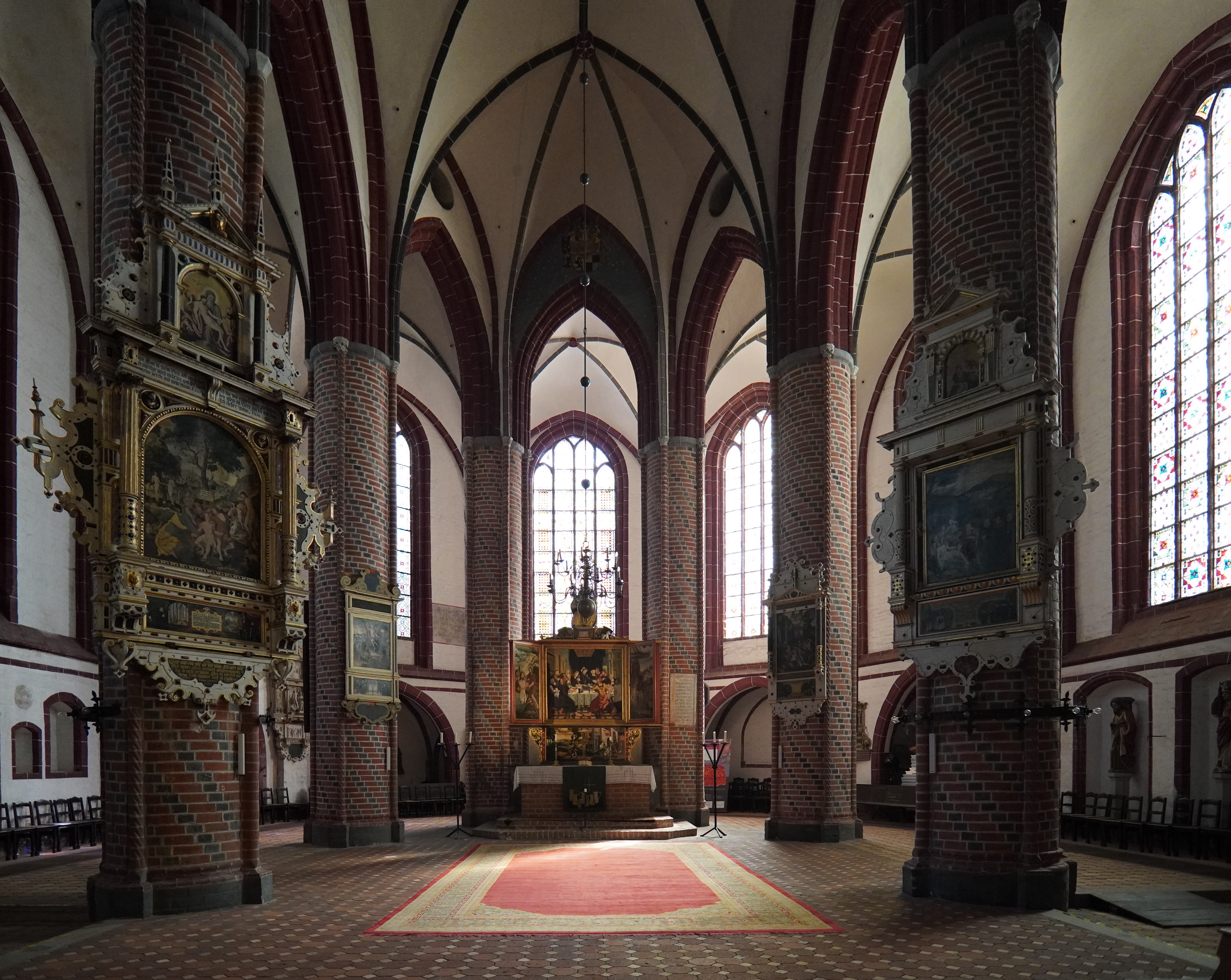
Der Chor
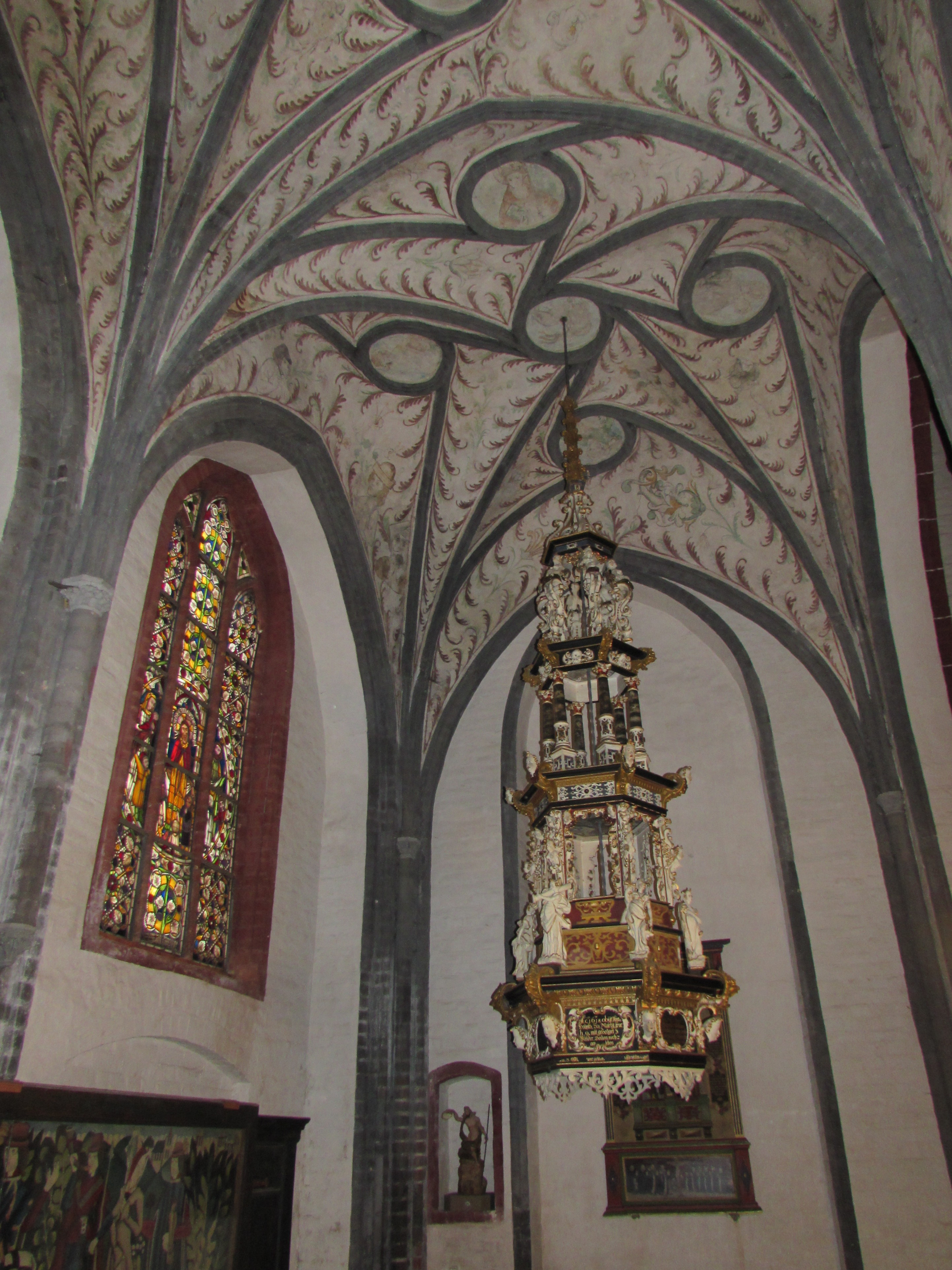
Im südlichen Seitenschiff
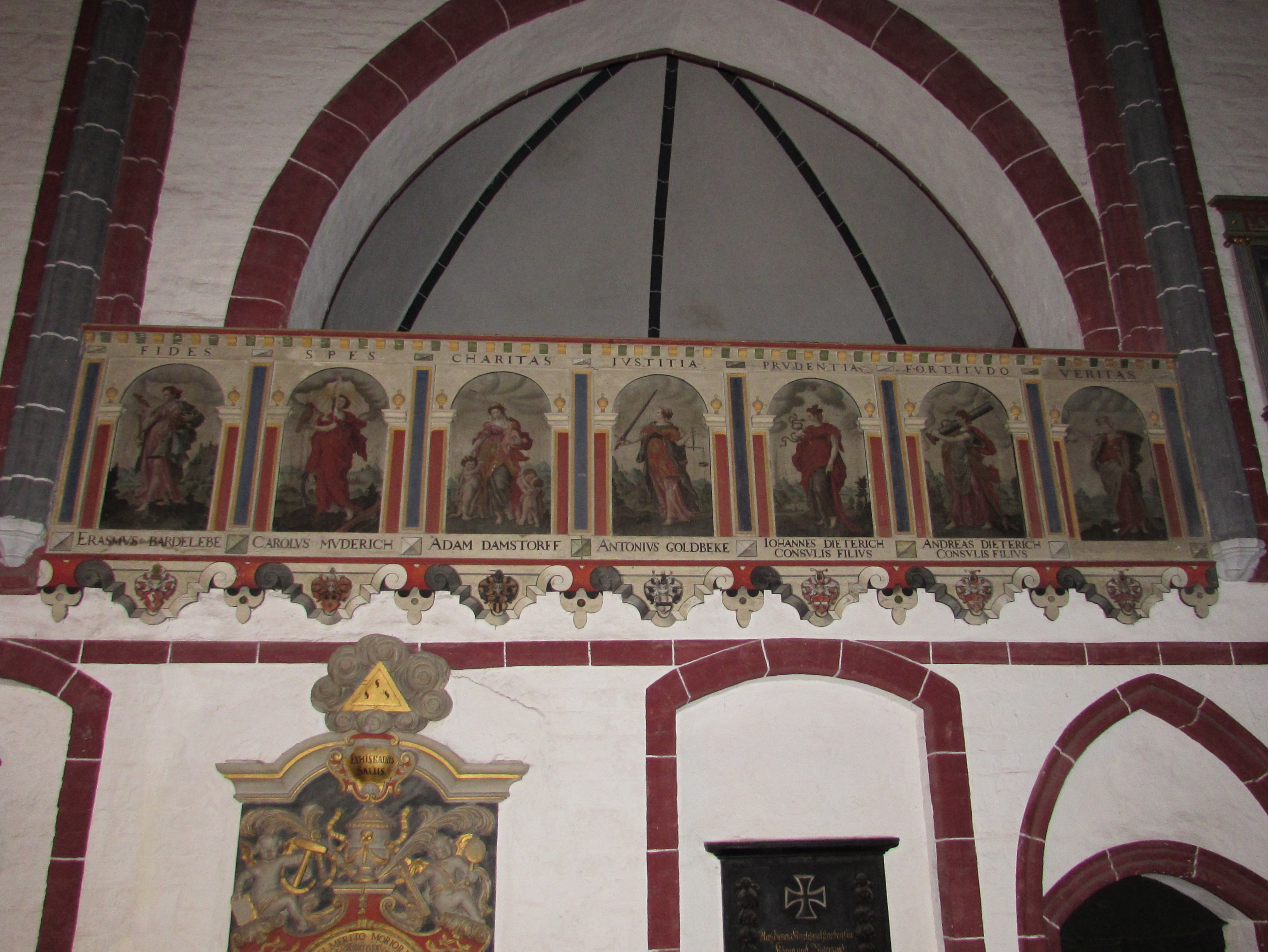
Malereien im Kircheninneren
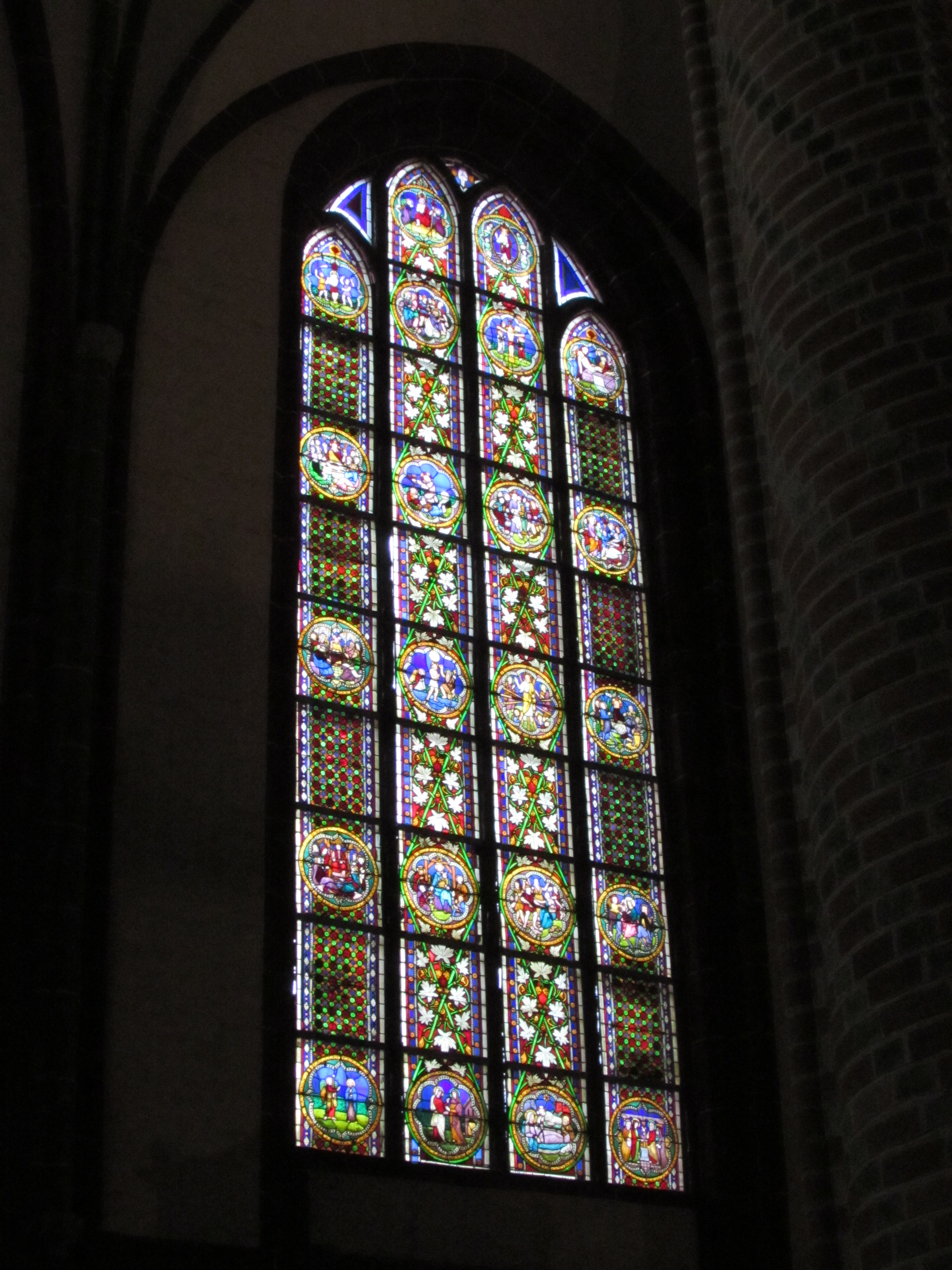
Fenster in der Nordseite des Chores
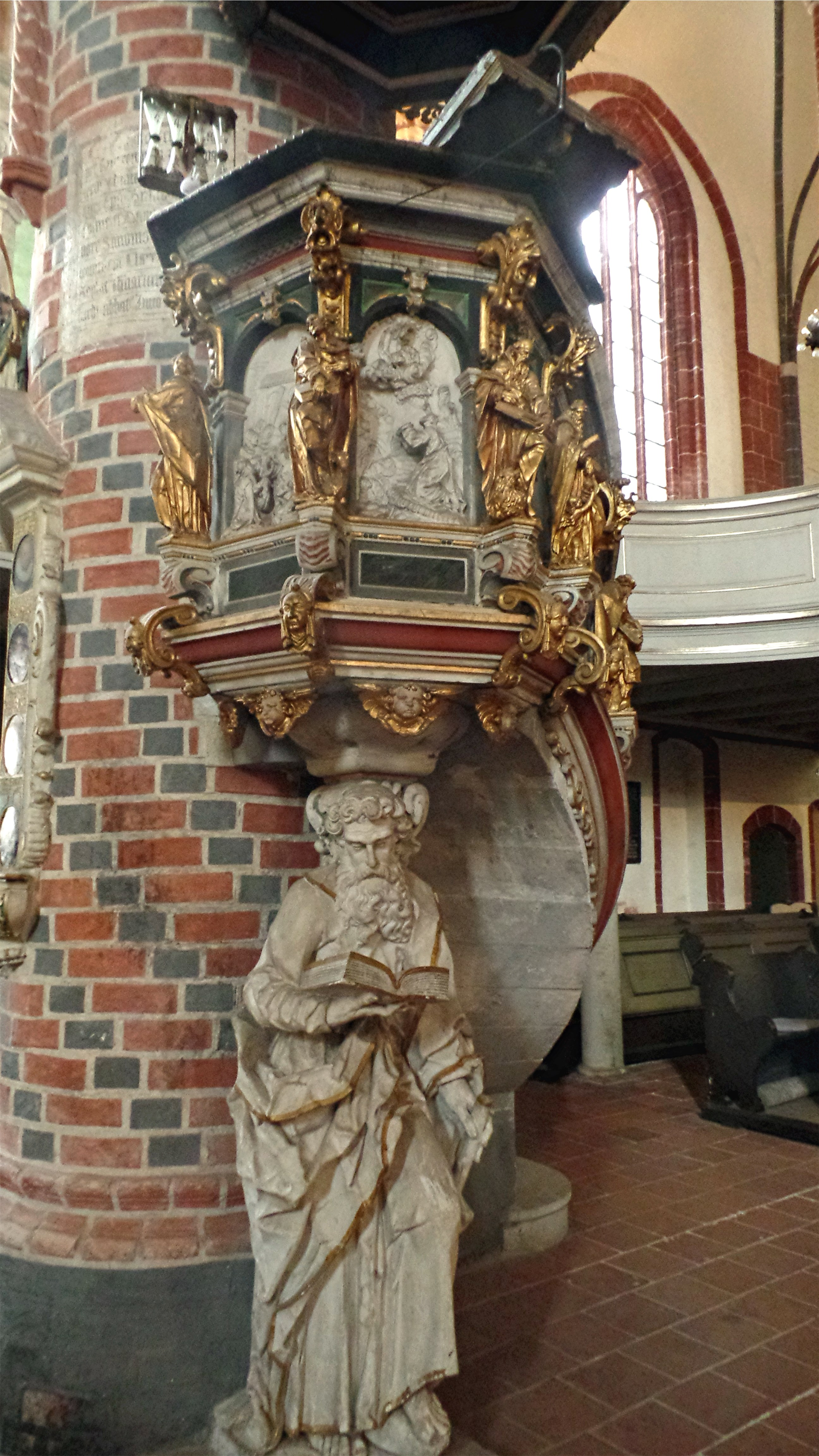
Kanzel

## Sonstiges
Vom Kirchturm St. Gotthardts aus malte Zacharias Garcaeus die erste bekannte Stadtansicht Brandenburgs. Sie zeigt den Blick nach Westen über die Altstadt Brandenburg, hinüber zum Marienberg. Zwei der dargestellten Häuser (die alte Lateinschule und ein Haus in der Rathenower Straße), der Rathenower Torturm und der Stumpf des Wehrturmes im Pfarrgarten St. Gotthardt bezeugen noch heute die Authentizität der Darstellung aus der Hand Garcaeus’. Bemerkenswert ist die auf dem Bild ebenfalls dargestellte Marienkirche.
Der Humorist Loriot (1923–2011) war dieser Kirche in mehrfacher Hinsicht verbunden.